# Azora, the Daughter of Montezuma

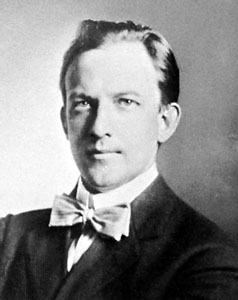
Henry Kimball Hadley

Azora, The Daughter of Montezuma är en opera i tre akter med musik av den amerianska kompositören Henry Kimball Hadley och libretto av David Stevens.

## Historia
Operan hade världspremiär den 26 december 1917 i Chicago, Illinois. I New York hade operan premiär på Lexington Opera House den 26 januari 1918 med Hadley som dirigent. Ytterligare föreställningar gavs i Boston och St. Louis.
The New York Times prisade mest de "fräscha, unga, kraftfulla rösterna"  i ensemblen; endast bassångaren James Goddard som Montezuma "saknade sångröst" och till och med han fick goda vitsord för sin dramatiska framställning. Tidningens bedömning av verket som helhet var blandat: "... även om operan saknar teaterrutin och dramatisk ton så undgår den att vara både högtravande eller osångbar." Times berömde flera musikavsnitt i operan: "en fin barbaris dans i akt ett", hjätinnans aria "Now Fades the Opal Sky" i akt två och några ensembler, men föreslog att mer än ett segment i musiken kunde tas bort. Tidningen kritiserade även idén med att förlägga avrättningen till en grotta: "Operan skulle ha haft ett öppet slut och inte i en grotta." 
Efter föreställningen fick både Hadley och Stevens ta emot applådtack. Sopranen Anna Fitziu överräckte en stor amerikansk silkesflagga till Hadley och publiken stämde in när orkestern spelade "The Star-Spangled Banner".

## Personer
- En spansk präst
- Azora, Montezumas dotter (sopran)
- Canek, Solens överstepräst (bas)
- Hernando Cortez, Mexikos erövrare
- Montezuma II, Kejsare av Mexiko (bas)
- Ramatzin, General i Montezumas armé (baryton)
- Papantzin, Montezumas syster (kontraalt)
- Xalca, en prins från Tlascalan (tenor)

## Handling
Operan utspelas vid tiden för Cortéz krig mot aztekerna. Prins Xalca av Tlaxcaltec och general Ramatzin slåss om Montezumas dotter Azora. Prinsen segrar men Montezuma dömer de älskande till döden. Men innan avrättningen ska ske kommer Cortés och befriar dem.